# João Dornas Filho
João Dornas dos Santos Filho (Itaúna, 7 de agosto de 1902 — Belo Horizonte, 11 de dezembro de 1962) foi um escritor brasileiro. Mais precisamente: poeta, historiador, contista. 

No que se relaciona à poesia, um dos primeiros a praticar poemas sob impacto do Modernismo de '22', por pertencer à primeira fase dele. Foi membro da Academia Mineira de Letras, autor de 28 obras. 

Foi um dos membros ativos, em 1928, do movimento de reforma das artes e letras mineiras, através da revista denominada "Leite Criôlo", de significativa circulação em Minas Gerais. E ainda de grande repercussão não só em sua terra, mas ainda em São Paulo e Rio. Dornas participou deste movimento em conjunto com Achiles Viváqua e Guilhermino César. Segundo Alphonsus de Guimaraens Filho em sua "Antologia da Poesia Mineira - Fase Modernista" (1946), Livraria Cultura Brasileira LTDA., Belo Horizonte, página 50, "depois de larga atividade poética, entregou-se a outros gêneros literários, nos quais publicou: 'Itaúna - Contribuição para a história do município', 1936; 'Os Andradas na história do Brasil', 1937; 'Silva Jardim', 1937; 'O Padroado e a Igreja Brasileira', 1938; 'A Escravidão no Brasil', 1939; 'Apontamentos para a História da República', 1940; 'Bagana Apagada', contos, 1941; 'A influência social do negro brasileiro', 1942; 'Júlio Ribeiro', 1945; 'Eça e Camilo', 1945".

Além da revista 'Leite Criôlo' (1928), Dornas integrou o grupo de 'A Revista' (1925), que introduziu o Modernismo em Minas Gerais. Leiam o que diz a Enciclopédia de Literatura Brasileira (COUTINHO, Afrânio; SOUSA, J. Galante de. Minas Gerais. Global Editora, São Paulo, 2ª. ed., v. II, p. 1074): "Data de 1925 a primeira publicação modernista de Minas, 'A Revista', da qual faziam parte Carlos Drummond, João Alphonsus, Emílio Moura, Pedro Nava, Austen Amaro e Martins de Almeida, aos quais se juntaram pouco depois 'João Dornas Filho', Albano de Morais, Mietta Santiago, Ascânio Lopes, João Guimarães Alves e muitos outros." A mesma enciclopédia, Volume II, página 1086, verbete Modernismo, faz alusão a Dornas nos seguintes termos: "...e, em Belo Horizonte, o da 'Revista', com Carlos Drummond de Andrade, Emílio Moura, João Alphonsus, Ciro dos Anjos, Abgar Renault, Pedro Nava, Aníbal Machado, Martins de Almeida, 'João Dornas Filho', Mário Matos, Enrique de Resende, etc." Bem a propósito, o grande poeta e historiador mineiro dispõe de verbete próprio (DORNAS FILHO) na aludida enciclopédia, Volume I, página 612.
Alphonsus de Guimaraens Filho, em sua supramencionada 'Antologia da Poesia Mineira - Fase Modernista', selecionou (às páginas 50-52 da obra), pela sua relevância "para o que foi em Minas - no setor da poesia - o movimento de 22", os seguintes poemas de João Dornas Filho, e que dão bem uma dimensão do poeta modernista. Para começar, em tom jocoso e sensual, este seu 'Ritmo':
"Meu ritmo é o Brasil./ É o meu sol. Meu suor e meu samba./ Meu ardor de mulato que estua no sangue,/ Que resume essa força que brame,/ Que ruge,/ Que estruge no mundo...// É o desgarre do pobre que sabe que é rico,/ É a curva de um seio que sabe que é quente./ É o verso de ritmo que só o instinto/ Percebe, e fica queimando no sangue da gente..."
Depois, aí está o seu "Cangote Cheiroso" (1926), a saber:
"Cangote cheiroso,/ Moreno, gostoso,/ Meu bem!/ Não tenha receio/ Do meu galanteio/ Pois ele aqui veio/ Louvar-te também...// Essa cor de canela de cheiro,/ Que cheira, que queima, que abrasa e palpita,/ Endoidece qualquer coração brasileiro/ Que o sinta por baixo da blusa de chita...// Tem gosto de fruta madura,/ Cajá, muricí./ Tem caldo, tem sumo, tem cheiro,/ Sabor brasileiro,/ Tupi-guaraní.// Ai, cangote cheiroso, gostoso,/ Moreno e sedoso,/ Que igual eu não vi..."

## Obras
(conforme consta no exemplar n.° 37 de DORNAS FILHO, João. O Ouro das Gerais e a civilização da capitania. Biblioteca Pedagógica Brasileira, Série 5.ª - Brasiliana, v. 293. São Paulo: Companhia Editora Nacional, 1957.)
- Itaúna - Contribuição para a História do Município. Belo Horizonte: Gráfica Queirós Breiner, 1936.
- Silva Jardim. São Paulo: Cia. Editora Nacional - Brasiliana, 1936.
- Os Andradas na História do Brasil. Belo Horizonte: Gráfica Queirós Breiner, 1937.
- O Padroado e a Igreja Brasileira. São Paulo: Cia. Editora Nacional - Brasiliana, 1938.
- A Escravidão no Brasil. Rio de Janeiro: Editora Civilização Brasileira S.A., 1939.
- Bagana Apagada. Curitiba: Editora Guaíra, 1940. Contos.
- A Influência Social do Negro Brasileiro - Caderno Azul n. 13. Curitiba: Editora Guaíra, 1943.
- Eça e Camilo - Caderno Azul n. 21. Curitiba: Editora Guaíra, 1945.
- Júlio Ribeiro - Cadernos da Província n. 2. Belo Horizonte: Livraria Cultura Brasileira, 1945.
- Antônio Tôrres - Caderno Azul n. 31. Curitiba: Editora Guaíra, 1948.
- Os Ciganos em Minas Gerais. Revista do Instituto Histórico e Geográfico de Minas Gerais, v. III, separata. Belo Horizonte: Movimento Editorial Panorama, 1949.
- Figuras da Província. Belo Horizonte: Movimento Editorial Panorama, 1949.
- Discurso de recepção à Academia Mineira de Letras. Belo Horizonte: Edições Calazans, 1952.
- Efemérides Itaunenses. Belo Horizonte: Edições Calazans, 1952.
- Capítulos da Sociedade Brasileira. Rio de Janeiro: Organização Simões, 1955.
- O Ouro das Gerais e a civilização da capitania. São Paulo: Cia. Editora Nacional - Brasiliana, 1957.
- Achegas de Etnografia e Folclore. Belo Horizonte: Imprensa publicações, 1972.